# Island Park (Idaho)
Island Park is een plaats (city) in de Amerikaanse staat Idaho, en valt bestuurlijk gezien onder Fremont County.

## Demografie
Bij de volkstelling in 2000 werd het aantal inwoners vastgesteld op 215.
In 2006 is het aantal inwoners door het United States Census Bureau geschat op 275, een stijging van 60 (27.9%).

## Geografie
Volgens het United States Census Bureau beslaat de plaats een oppervlakte van
19,3 km², waarvan 16,1 km² land en 3,2 km² water. Island Park ligt op ongeveer 1918 m boven zeeniveau.

## Plaatsen in de nabije omgeving
De onderstaande figuur toont nabijgelegen plaatsen in een straal van 68 km rond Island Park.